# Euploea doubledayi
Euploea doubledayi är en fjärilsart som beskrevs av Felder 1865. Euploea doubledayi ingår i släktet Euploea och familjen praktfjärilar. Inga underarter finns listade i Catalogue of Life.